# Чирши (Первостепановское сельское поселение)
Чи́рши (чув. Чӑрӑш) — деревня в Цивильском районе Чувашской Республики. Входит в состав Первостепановского сельского поселения.

## География
Находится в северной части Чувашии на расстоянии приблизительно 8 км на юг по прямой от районного центра города Цивильск.

## История
Известна с 1795 года как выселок, когда в нём было учтено 20 дворов (позже околоток деревни Степное Тугаево). В 1858 году учтено было 442 жителя, в 1897—153 жителя, 1906 — 39 дворов, 171 житель, в 1926 — 38 дворов, 201 житель, в 1939 — 203 жителя, в 1979 — 129 жителей. В 2002 году — 39 дворов, 2010 — 25 домохозяйств. В период коллективизации образован колхоз «Пушка», в 2010 году действовал ООО КФХ «Простор».

## Население
Постоянное население составляло 79 человек (чуваши 96 %) в 2002 году, 64 в 2010.